# Liarea hochstetteri
Liarea hochstetteri är en snäckart. Liarea hochstetteri ingår i släktet Liarea och familjen Pupinidae.

## Underarter
Arten delas in i följande underarter:
- L. h. alta
- L. h. carinella
- L. h. hochstetteri